# Kasseli párbeszédtöredék
A kasseli párbeszédtöredék egy  810 körül készült kézirat Regensburg térségéből. A kódexet összesen 60 pergamenre írták, amely papoknak szánt érvelési gondolatmeneteket és egyéb teológiai eszmefuttatások mellett tartalmazza azt a szószedetet is, amely mint kasseli párbeszéd illetve párbeszédtöredék lett ismert. A kézirat ma Kasselben, az úgynevezett Murhard-féle Könyvtárban található.

## Tartalma
Összesen öt részt lehet egymástól elkülöníteni. A nyelvészek számára különösen a kasseli párbeszéd érdekes, ez egy olyan szószedet, amely latin nyelvű szavak és egyes fogalmak mellé azok ófelnémet nyelvű megfelelőjét párosítja esetleg néhány magyarázó szó kíséretében. Más glosszákhoz hasonlóan ez is egy igen korai példája a beszélt ófelnémet írásbeli rögzítésének. Sokan feltételezik, hogy a szöveg eredetileg latin nyelvű utazó misszionáriusok (itt elsősorban nyugati-frank, azaz francia vagy katalán szerzetesekre kell gondolni, akik az ókor óta eltelt évszázadok ellenére magukat latin anyanyelvűnek tartották) számára készülhetett. A legtöbb feljegyzés olyan gyakorlatias utasításokat mint: skir min fahs (mai német nyelven: Schere mein Haupthaar, magyarul: Vágd le a hajam). A szószedet végén egy kétnyelvű megjegyzés van a bajorok és a latinok közötti különbségről:
- Stulti sunt romani sapienti sunt paiori modica est sapienti in romana plus habent stultitia quam sapientia
- tole sint uualha spahe sint peigria luzic ist spahe in uualhum mare hapent tolaheiti denne spahi
- Dumm sind die Welschen, klug die Bayern. Klein ist die Klugheit bei den Welschen, sie haben mehr Dummheit    als Klugheit
- Buták a rómaiak, okosak a bajorok. Kicsi az okosság a rómaiaknál, több náluk a butaság mint az okosság.

A kasseli párbeszédtöredék részben megegyezik a Vocabularius Sancti Galli (néven ismert (Codex 913) Sankt Gallenben feljegyzett kézirattal.

## Külső hivatkozás
- A szöveg a Bibliotheca Augustana állományából